# Bundesautobahn 1

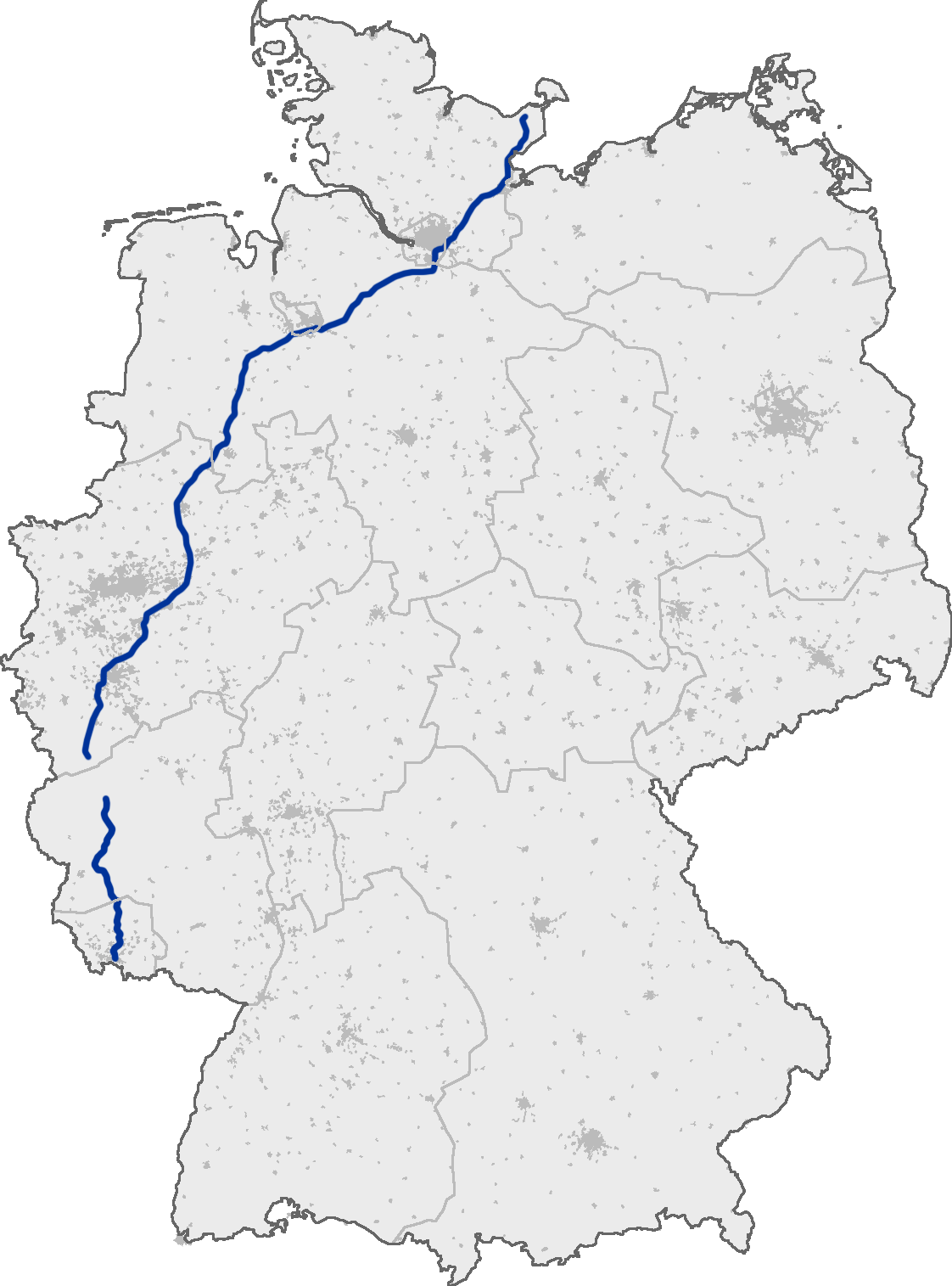
Mapa da localização da auto-estrada A 1

Bundesautobahn 1, em português: "Auto-estrada Federal 1", ou A 1, é uma autobahn, ou auto-estrada na Alemanha.
A Bundesautobahn 1 vai de Heiligenhafen no Mar Báltico até Saarbrücken e tem 730 km de comprimento. De Lübeck até a região do Ruhr ela também é conhecida como Hansalinie. De Hamburg até Heiligenhafen e seu prolongamento até Puttgarden em Fehmarn são conhecidos como Vogelfluglinie. Do cruzamento Köln-West até o complexo viário de Vulkaneifel a A1 é conhecida como Eifelautobahn.

## Estados
Estados percorridos por esta auto-estrada:
- Schleswig-Holstein
- Hamburgo
- Baixa Saxônia
- Bremen
- Renânia do Norte-Vestfália
- Renânia-Palatinado
- Sarre